# Stasjön
Stasjön är en sjö i Olofströms kommun i Blekinge och ingår i Skräbeåns huvudavrinningsområde. Sjön har en area på 0,0694 kvadratkilometer och ligger 73,9 meter över havet.

## Delavrinningsområde
Stasjön ingår i det delavrinningsområde (623706-141471) som SMHI kallar för Utloppet av Raslången. Medelhöjden är 95 meter över havet och ytan är 21,34 kvadratkilometer. Räknas de 17 avrinningsområdena uppströms in blir den ackumulerade arean 327,52 kvadratkilometer. Avrinningsområdets utflöde Skräbeån (Alltidhultsån) mynnar i havet. Avrinningsområdet består mestadels av skog (75 %). Avrinningsområdet har 4,59 kvadratkilometer vattenytor vilket ger det en sjöprocent på 21,5 %.